# Шнеебигер Нок
Шнеебигер Нок (нем. Schneebiger Nock, итал. Monte Nevoso) — гора в горной цепи Ризерфернергруппе системы Центральных Восточных Альп. Расположена в итальянской провинции Южный Тироль области Трентино-Альто-Адидже. С пиком 3358 м является второй по высоте вершиной массива Ризерфернергруппе после Хохгалль.

## Описание
Шнеебигер Нок, в старой литературе называвшейся Рутнерхорн, имеет высоту 3358 м и после Хохгалла — это вторая по величине гора группы Ризерфернергруппе, хребта в западной части Высокого Тауэрна. Гора возвышается в итальянской провинции Южный Тироль в природном парке Ризерфернер-Арн (итал. Parco Naturale Vedrette di Ries-Aurina).

## Восхождение

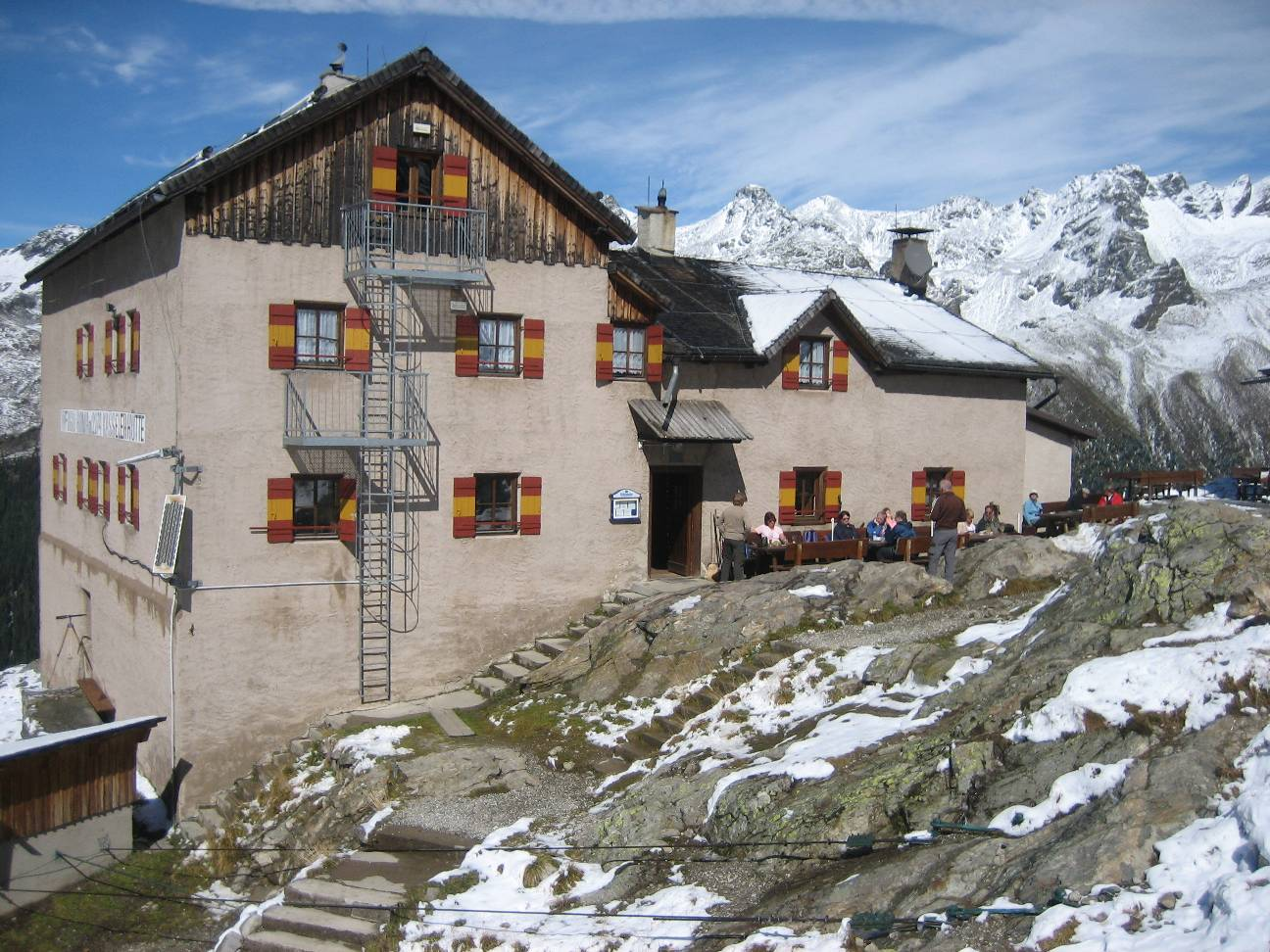
Хижина Касселер-Хютте (Хохгалль-Хютте).

Впервые вершина была покорена 6 октября 1866 года эрцгерцогом Райнером Фердинандом Австрийским, графом Генрих Вурмбранд и горными гидами Георгом Ауэром, Иоганном Оберарцбахером из Занд-ин-Тауферса и Георгом Вайсом.
Сейчас обычный путь на вершину начинается от Касселерской, или Хохгалльской, хижины на северо-восток или от хижины Ризерфернер-Хютте на юг. Благодаря своей выдающейся пирамидальной форме и отличным открывающимся видам Шнеебигер Нок является популярной среди туристов.